# Ehrenfriedhof Jägerhöhe

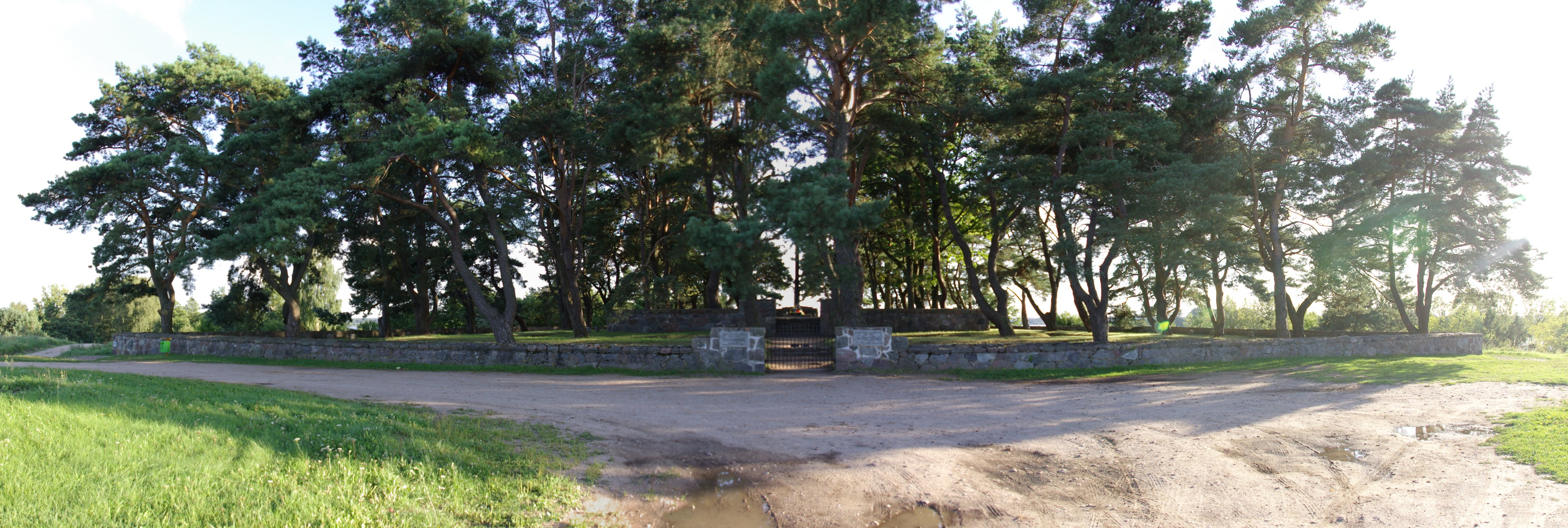
Ehrenfriedhof Jägerhöhe, 2010

Der Ehrenfriedhof Jägerhöhe ist ein Soldatenfriedhof in der polnischen Stadt Węgorzewo (deutsch Angerburg). Er ist Ruhestätte für 344 deutsche und 234 russische Soldaten, die 1914/15 während der Winterschlacht in Masuren und bei weiteren Kämpfen während des Ersten Weltkrieges hier gefallen sind.

## Beschreibung
Der Friedhof liegt auf einem Steilhang etwa 18 Meter über dem Wasserspiegel des Jezioro Święcajty (deutsch Schwenzaitsee). Der Name Jägerhöhe stammt aus dem Jahr 1913, als das Königlich Preußische Jäger-Regiment zu Pferde Nr. 10 nach Angerburg verlegt wurde und der Hügel diesem als Exerziergelände diente. In Anbetracht seiner idyllischen Lage und seiner konzentrisch-symmetrischen Ausrichtung über dem See gilt der Friedhof als einer der landschaftlich am schönsten gelegenen seiner Art im ehemaligen Ostpreußen.
Die Pläne zur Gestaltung der ab 1917 errichteten Ruhestätte stammten von Gartenbaudirektor Hans Martin aus Berlin. 1919 wurde der Friedhof mit einer Mauer aus Feldsteinen umgeben. Das 15 Meter hohe Holzkreuz in der Mitte stiftete Graf Lehndorff. 1983 wurde die nach 1945 zunehmend verwahrloste Anlage von den polnischen Behörden unter Denkmalschutz gestellt. Seit 1989 wurde der Friedhof unter Beteiligung der Kreisgemeinschaft Angerburg renoviert. Seitdem präsentiert er sich wieder in seiner ursprünglichen Gestalt. Auf einer Gedenktafel auf dem Ehrenfriedhof steht: 
SIE STARBEN – UND LEBEN NOCH
SIE SCHLUMMERN – UND WACHEN DOCH
SIE RUHEN – ZU NEUER TAT
DER ZUKUNFT SAAT
Nicht weit entfernt an der Straße zwischen Węgorzewo und Giżycko (deutsch Lötzen) befindet sich ein Soldatenfriedhof für die im Zweiten Weltkrieg hier gefallenen sowjetischen Soldaten. Einige hundert Meter südöstlich des Soldatenfriedhofs Jägerhöhe befindet sich das Sommerrestaurant Rusałka auf dem Fundament des 1927 errichteten Waldhauses Jägerhöhe. Die nach wie vor genutzte Badeanstalt am Schwenzaitsee unterhalb des Erholungsheims wurde 1928 eröffnet. Das Ensemble wurde anlässlich der Olympischen Spiele 1936 um ein Sporthotel ergänzt. Im Sommer 1940 lebte hier für zwei Monate der vor den Russen geflohene Litauische Präsident Antanas Smetona mit seiner Familie. Danach diente das Gebäude unter anderem dem Mitarbeiterstab von Joachim von Ribbentrop als Standquartier.

## Bildergalerie

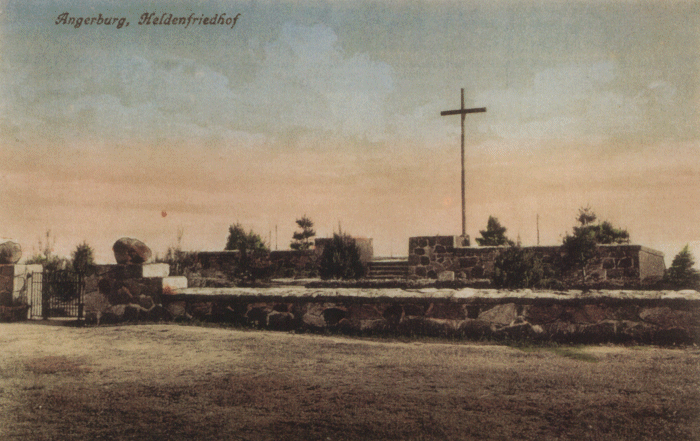
Ehrenfriedhof Jägerhöhe, um 1920
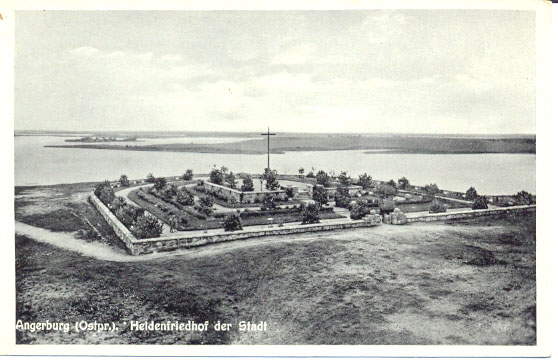
Ehrenfriedhof Jägerhöhe, um 1920
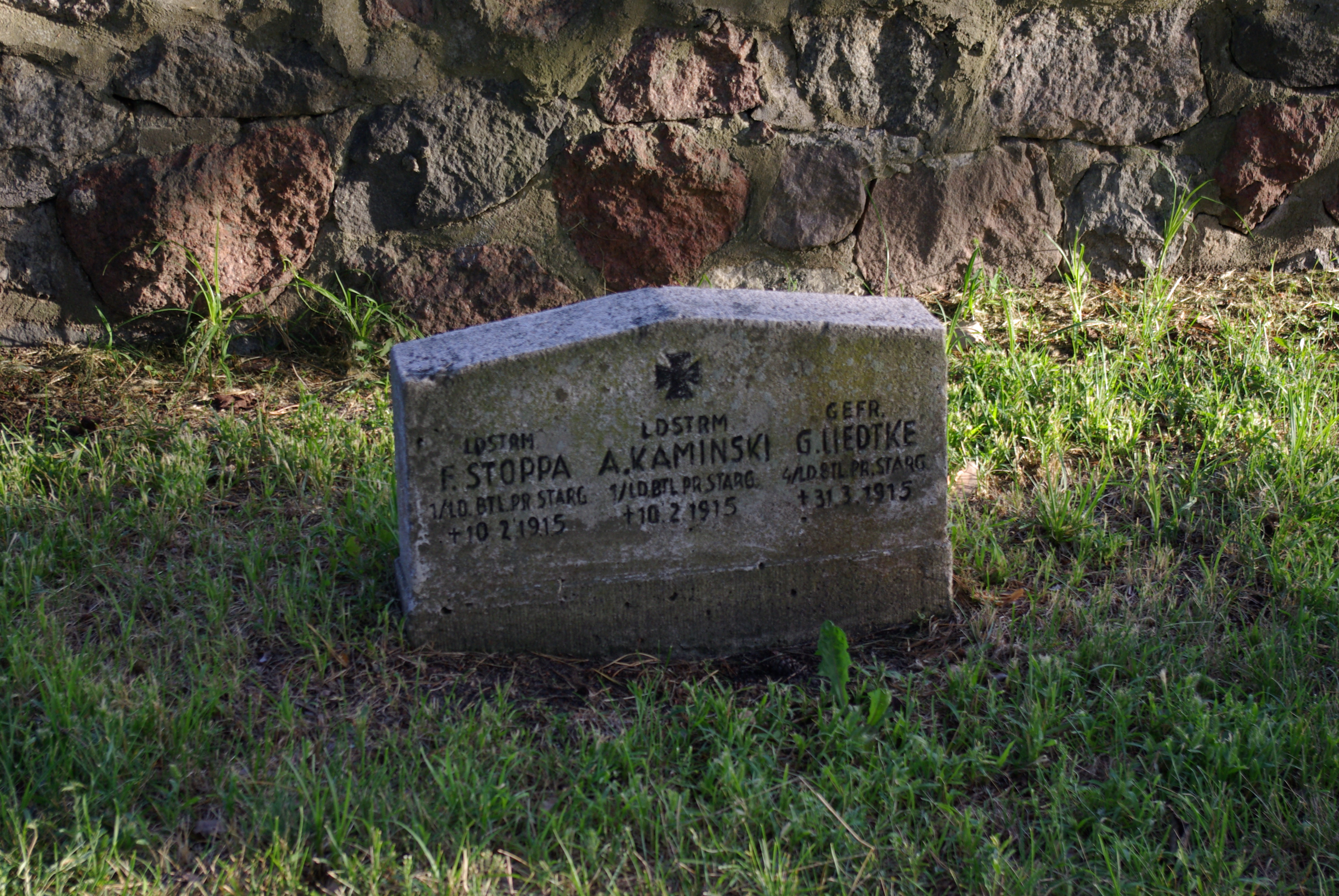
Grab auf dem Ehrenfriedhof Jägerhöhe, 2010
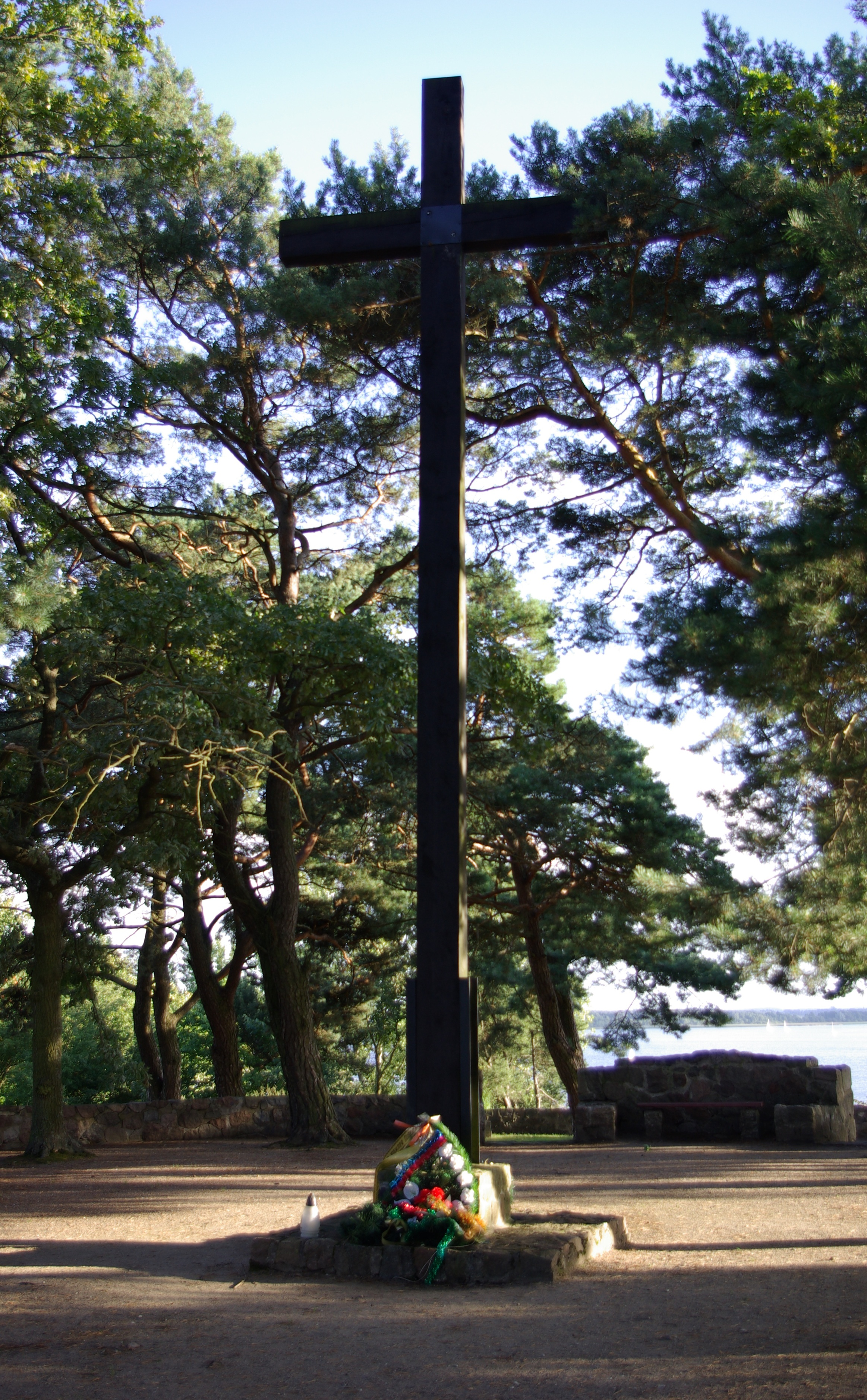
Holzkreuz in der Mitte des Friedhofs, 2010
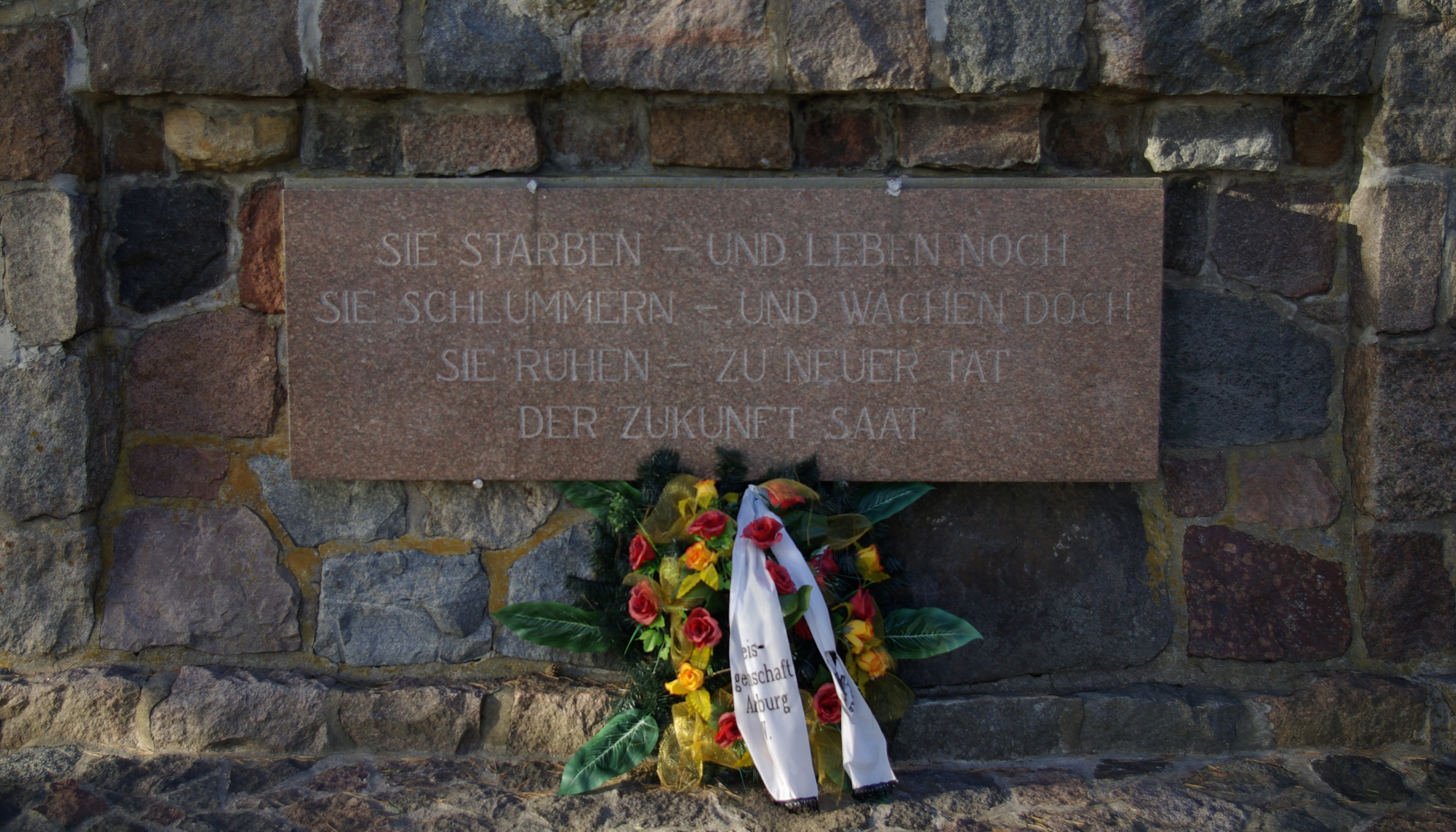
Gedenktafel auf dem Ehrenfriedhof, 2010